# 吉田雄人
吉田 雄人（よしだ ゆうと、1975年（昭和50年）12月3日 - ）は、日本の政治家。神奈川県横須賀市長（2期）、横須賀市議会議員（2期）を歴任した。

## 来歴
東京都北区生まれ。神奈川県横須賀市育ち。神奈川県立横須賀高等学校卒業。1999年（平成11年）3月、早稲田大学政治経済学部政治学科卒業。早大在学中は雄弁会に所属していた。同年7月、アクセンチュア株式会社に入社。2002年（平成14年）、同社を退職。2006年（平成18年）、早稲田大学大学院政治学研究科修士課程を修了。大学院では地方自治を専攻した。
2003年（平成15年）4月27日執行の横須賀市議会議員選挙に無所属で出馬。当時最年少（27歳）でトップ当選した。2007年（平成19年）4月、再びトップで再選し、全国一の得票数11,442票（政令市を除く市町村の統一地方選挙）を記録した。
2009年（平成21年）3月、横須賀市長選挙に出馬する意向を表明し、横須賀市議会議員を辞職。
同年6月28日執行の横須賀市長選には、特定政党の推薦や支持を受けずに無所属で出馬。自民・公明・民主3党の推薦に加え、横須賀市を含む神奈川県第11区選出の小泉純一郎元首相の支援も受けて出馬した現職の蒲谷亮一横須賀市長、および弁護士の呉東正彦らを破り、初当選した。得票数は、吉田：68,628票、蒲谷：64,147票、呉東：23,134票。投票率は、45.22％。吉田より前の市長は3代続けて自治省出身の元助役で、4代前の長野正義は元市教育長だったため、52年ぶりに市役所出身以外の市長となった。同年7月10日、市長に就任。
2013年（平成25年）6月30日に執行された横須賀市長選には一期目と同じく特定の政党や支持団体もなく草の根の個人の支持の輪の元、無所属で出馬。自ら選対本部長に就任し“ベタ張り”となって小泉進次郎が応援した前副市長の広川聡美（自民・公明推薦）を相手に得票数87,185票（広川76,961票、岸牧子8,121票　投票率50.72%）を獲得し、二期目の当選を果たした。
2015年、日本財団とともに日本初のソーシャルインパクトボンド事業を実施、横須賀市での特別養子縁組の推進の取り組みを開始する。
2017年6月25日に開催された同市長選挙に3選を目指して出馬したが、自由民主党、民進党、公明党の推薦を受けた上地克明に敗れ、落選した。
2017年7月にzFlag株式会社を立ち上げ代表取締役に就任。12月に早稲田大学環境総合研究センター招聘研究員に就任。
2018年12月にzFlag株式会社から「Glocal Government Relationz株式会社」へ社名を変更した。
2021年10月宮崎県高原町にて産業官民連携推進官を委嘱

## 人物
横須賀市長として初登庁した2009年（平成21年）7月10日、横須賀市職員らに対し「職員の尻ぬぐいができる市長に、太陽のように温かい心を持った市長に、厳しい批判にも山のようにどっしりと構えて誠実に対応していけるような市長になりたい」と挨拶した。

## 市長時代の実績

### 行政組織運営全般として
- 財政基本計画の策定

従来は、財政運営のシミュレーションや目標数値などが設定・公開されておらずブラックボックスとなっていたものを、長期（10年）の推計に基づいた４年間（市長任期と同期）の計画として策定した。
- 予算編成の過程の公表

予算編成の一連の過程である「予算編成方針」→「部局単位での予算要求」→「財政部査定」→「部局調整」→「市長査定」→「議会上程」→「議決」の節々で、メディアや公式サイトで公表を行なった。
- 部長経営方針の策定・公表

分野ごとに分かれて26ある部長級の仕事の、責任を明確化し、組織的連携をはかり、市民からの見える化を目的にして、各部長と面談した上で部ごとの経営方針を策定させ、公式サイトで公表した。
- 外部人材の積極採用・活用

土木技術職などの専門職・採用困難職種の積極登用を進めるために、採用年齢を59歳まで引き上げた。またプロモーションの専門家を公務員として雇用し、観光客数の130%増を達成した。市の正規職員として、弁護士を任期付きで雇用するなど、専門的な外部人材を活用した。

### 新規立案事業の特徴的なもの
- ドル札紙幣の使える「ドルが使える街」

全国のご家庭のタンスに眠る「ドル札紙幣」が、基地の街として知られる横須賀ならば使えるというPR効果と、基地内居住2万人と言われる米海軍関係者へのインバウンド施策として、さまざまな抵抗を乗り越えて実施した。
- 海軍カレーに続く「海上自衛隊カレー」

旧海軍の歴史を引き継ぎ、現在でも海上自衛隊では毎週金曜日に洋上で艦船ごとにレシピの違うカレーライスが必ず出されていることに着目し、市内飲食店で艦船ごとのレシピ使用を認定した企画をスタート。スタンプラリーなどの副次的な集客企画も行なった。
- YRPの強みを活かした「ヨコスカバレー構想」

情報通信のR&D施設が集積するYRPの立地特性を生かし、大規模工場の誘致だけではなく、新しい企業誘致・企業集積のあり方を作るために、ICTスタートアップにフォーカスした支援策を立ち上げた。
- トップセールスによる企業誘致活動

株式会社ニフコをはじめとして、市役所組織のネットワークを駆使しながらトップセールスを行い、多くの企業誘致を成功させた。
- 在宅看取りの体制整備

亡くなる方が増える多死化社会に、病院の数はそれほど増やせない中で、アンケートを取ると自宅での最期を望む声が過半。本人の希望と社会的背景を踏まえて、在宅での最期を可能にする多職種連携の体制づくりを行い、人口20万人以上の都市で全国1位となった（H27）。
- 一人暮らし高齢者の没後相談（エンディングプランサポート事業）

引き取り手のないご遺体が年間60体もある時代背景と、一人暮らしで身寄りのない高齢者の没後の葬儀や埋葬場所についての生前の不安を解決するために、生前相談の窓口をつくり葬儀社と連携をし、納骨まで行政が見守るサービスを自治体として初めて立ち上げた。
- 不育症治療費助成・男性不妊治療費助成

「流産は病気」であることを広く知ってもらうために不育症治療費の助成を県内で初めて行うとともに、その財源を寄付金で募集した。また、不妊の原因の46%は男性にあるという厚生労働省の調査結果をもとに、カップルで不妊に向き合う風潮を作るために、男性の不妊治療費の助成をスタートした。
- 子育て世代の市営住宅優先入居

収入が安定しづらい子育て世代が、市営住宅に入居しやすくするための取り組みをスタートした。子育てが終わるまでの入居期限付き（定期借家）で、小学校入学前の子供がいる世帯を対象とした（間取り3LDK、家賃3〜5万円）。
- 特別養子縁組にソーシャルインパクトボンドを全国初の活用

全国の1年間の中絶件数が19万件以上に及び、望まない出産で誕生した赤ちゃんの生きる場が施設（乳児院・児童養護施設）しかないという課題を解決するため、赤ちゃん養子縁組と呼ばれる特別養子縁組の取り組みを神奈川県で初めてスタートした。また、その財源調達に全国初となるソーシャルインパクトボンドの仕組みを活用した。
- 児童養護施設の若者への就学・就労支援（地域の架け橋横須賀ステーション）

児童養護施設で暮らす若者に、学習講師の派遣を全国に先駆けて行った（のちに国費対応）。また、施設を退所する若者に「住まい」と「仕事」を提供する市内事業者ネットワークを立ち上げた。
- 生きた英語が学べる街（基地内高校との短期交換留学・大学への語学留学制度）

マイナスイメージとして捉えられがちであった米海軍の立地を都市資源として位置付け、基地の中にある大学への語学留学（互換性のある単位が取得可能）や、市立高校と基地の中の高校との短期交換留学などの制度を立ち上げた。
- プログラミング教育

NPO法人CANVASとアライアンスし、スクラッチというプログラミング開発ソフトを用いて、市内小学生が学ぶ機会を創出した。また教室の指導者としてプログラミング経験のある市民を育成し、継続的な取り組みとして発展させた。
- 美術館改革

絵を展示する場所としてだけではなく、さまざまな活用方法を探るため、神奈川フィルによるコンサートや、L'Arc〜en〜Cielの20周年企画展を開催した。
- 空き家への学生居住の支援

横須賀特有の山あいの地域で増加している空き家対策として、空き家オーナーへのリフォーム補助の実施と、市内に立地する県立保健福祉大学の学生に地域コミュニティへの参加を条件に家賃を補助し、マッチングさせた。
- 里山フィールドの再生とエコツアーの実施

都心から1時間圏内にある横須賀の最大の魅力である自然環境を、もっと「アクセスできる対象」とするべく、市民の参加によるフィールドの再生（復田活動）と市民団体によるエコツアーを実施し、継続させた。

### 外部団体との連携事業の特徴的なもの
- 三浦半島サミットの開催

三浦半島4市1町（横須賀市、鎌倉市、逗子市、三浦市、葉山町）の市長町長が一堂に会して、半島全体の未来を考えるテーブルを年に2回のペースで立ち上げた。消防やゴミ処理の共同化、「自転車半島宣言」を掲出しての観光事業、ウィンドサーフィンワールドカップの誘致などの成果を出した。
- 旧軍港市との連携

旧海軍の鎮守府が置かれていた4市（横須賀市、佐世保市、呉市、舞鶴市）で「旧軍港市振興協議会」という要望団体を活用して、災害時に遠隔からの支援を約束する防災協定の締結や、4市共同で日本遺産の認定を受けた。
- ビッグデータ解析

株式会社ミナケアと、市民の健診データやレセプトデータを解析し、ハイリスク者を洗い出し、効果的な保健事業のアウトリーチを可能にした。
アクセンチュア株式会社と、税等の少額滞納者へコールセンターから電話した結果（架電データ）を分析し、留守世帯率などを著しく減らすことができた。
- 観光事業

ナイアンティック社が提供する位置ゲーム「Ingress」や「ポケモンGO」を活用して、日本初となる公式イベントやマップ作成を企画した。
- スポーツ振興事業

横浜DeNAベイスターズのファームチームの練習場を公共敷地に建設することを許可し、ホームタウンとしてボールパーク構想を推。横浜F・マリノスの練習場（久里浜）の設置に道筋をつける。

## 騒動・疑惑

### 5万円の政治献金問題
2015年3月、吉田雄人後援会に5万円の献金をしていた人物を市職員として採用した。同職員は2010年5月に、最長5年の任期で採用。同職員の任期切れに伴って市は終身雇用となる同一ポストの公募を実施したが、「公平性を保てない」との指摘が市議会から上がっていた。　

### 名刺割引券配布による公職選挙法違反疑惑
2017年3月、自身の名刺に「猿島航路（1300円）」と「軍港めぐり（1400円）」料金の「10%割引」を付けて配布していた。吉田は「市の弁護士に確認したところ、公職選挙法で禁止されている寄付行為にあたる疑いがあるので控えるべき、という見解をいただいた」としている。しかし朝日新聞の取材では、名刺を配り始めた直後の2010年12月には市長自らが市選挙管理委員会に照会し、当時市選管は「『割引』が公職選挙法違反（寄付行為の禁止）にあたる可能性も否定できない」と指摘していた。この指摘の際に吉田が「注意されるまでは、やりたい」と発言したとされる市選管の課長によるメモの存在が明らかになっている。なお、川崎市長も川崎フロンターレ後援会の入会費が無料になる名刺を配っていることが、この報道を受け判明した。
この疑惑に関して「横須賀市民オンブズマン」の市民3人が吉田市長を公選法違反（寄付行為の禁止）の疑いで、横浜地検横須賀支部に告発状を提出している。選挙ののちに明らかになったことではあるが、この告発状は受理されていなかった。
3月24日には、市議会において、「名刺を配布し続けたことの道義的責任は極めて重い」として市長に対する問責決議案が賛成多数で可決された。5月10日には市議会においてさらに辞職勧告決議案を賛成多数で可決されているが、決議に法的拘束力はなく吉田市長は「辞職しない」と話している。

### サザエ採取により書類送検
市長退職後から1年経った2018年7月3日、神奈川県三浦市三崎町小網代の海岸で、40代の知人の男性と無許可で、サザエ計43個を採取した、漁業法違反と県海面漁業調整規則違反の疑いで、8月17日、書類送検される。神奈川県警三崎署が任意で事情聴取し容疑を認めた。10月17日に横浜区検察庁に漁業法違反の罪で略式起訴され、23日付で横浜簡易裁判所から罰金10万円の略式命令を受けた。